# Харайсехо
Харайсехо (ісп. Jaraicejo) — муніципалітет в Іспанії, у складі автономної спільноти Естремадура, у провінції Касерес. Населення — 591 особа (2010).
Муніципалітет розташований на відстані близько 200 км на південний захід від Мадрида, 50 км на північний схід від Касереса.

## Демографія
Динаміка населення (INE ):

## Галерея зображень

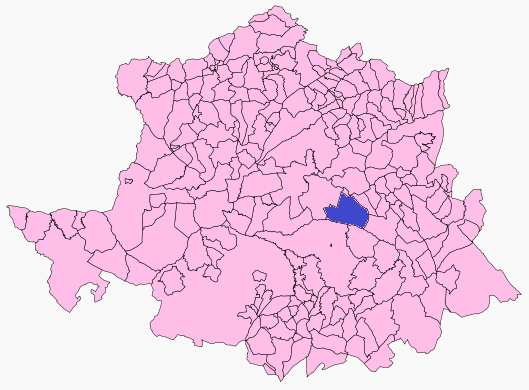
Розташування муніципалітету у провінції Касерес
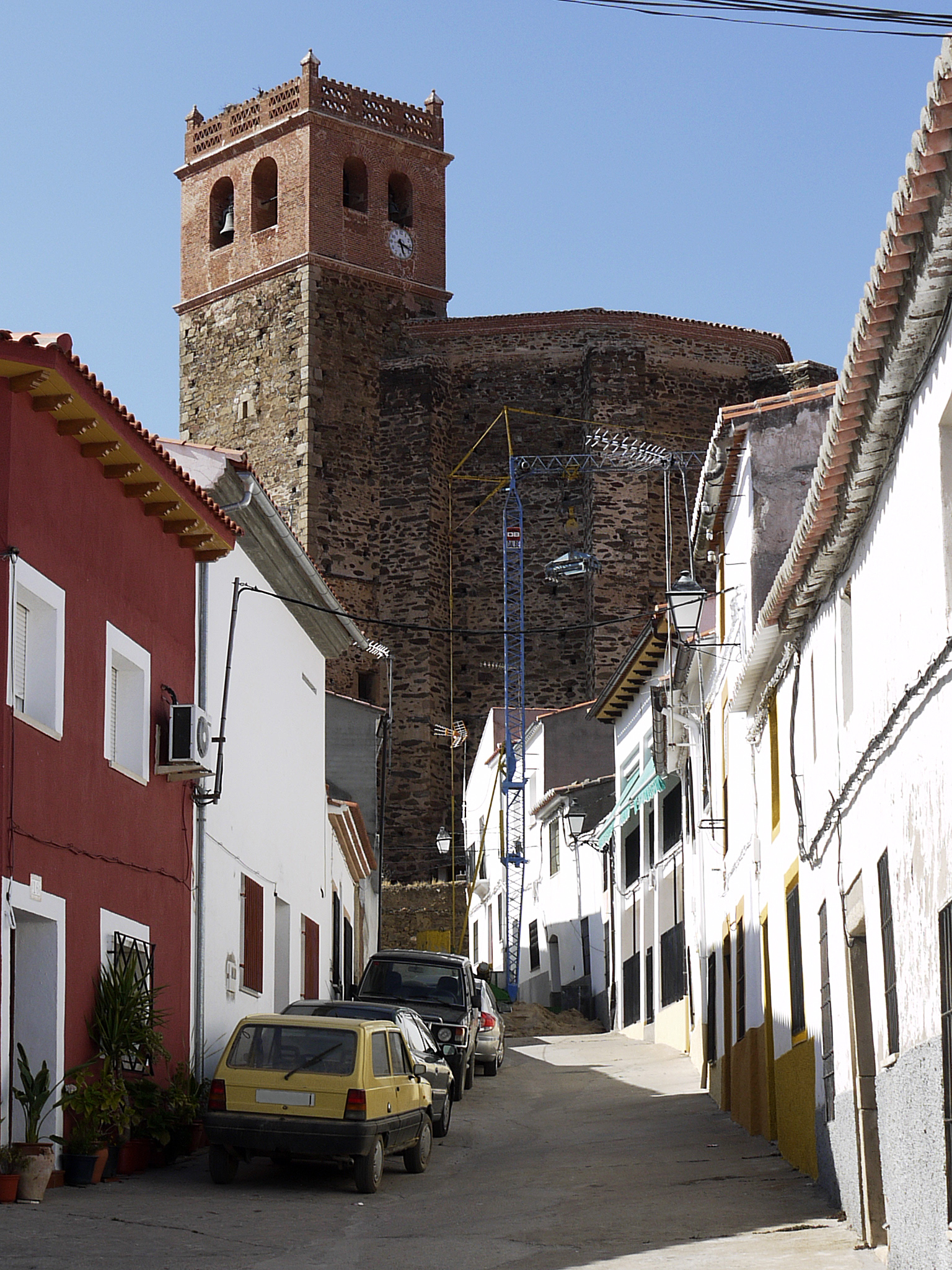
Парафіяльна церква Нуестра-Сеньйора-де-ла-Асунсьйон